# ساری‌تالا
ساری‌تالا (به لاتین: Sarıtala) یک منطقه مسکونی در جمهوری آذربایجان است که در شهرستان تووز واقع شده است. ساری‌تالا ۶۱۵ نفر جمعیت دارد.